# Royal Rumble 2019
Royal Rumble 2019 è stata la trentaduesima edizione dell'omonimo pay-per-view di wrestling prodotto dalla WWE. L'evento si è svolto il 27 gennaio 2019 al Chase Field di Phoenix (Arizona).

## Storyline
Come ogni anno avrà luogo il Royal Rumble match, il cui vincitore avrà un incontro a WrestleMania 35 per il titolo mondiale (il WWE Championship o l'Universal Championship); inoltre, come accaduto nella scorsa edizione, vi sarà anche l'omonimo match in versione femminile, la cui vincitrice avrà un incontro a WrestleMania 35 con in palio il Raw Women's Championship o lo SmackDown Women's Championship. Il 16 dicembre 2018, a TLC: Tables, Ladders & Chairs, Carmella e R-Truth hanno sconfitto Alicia Fox e Jinder Mahal nella finale del Mixed Match Challenge, ottenendo così il diritto di entrare per ultimi durante i rispettivi Royal Rumble match.
A TLC, Braun Strowman ha sconfitto Baron Corbin in un Tables, Ladders and Chairs match, ottenendo così un match per l'Universal Championship di Brock Lesnar alla Royal Rumble e obbligando, allo stesso tempo, Corbin alla perdita di tutti i suoi poteri di General Manager temporaneo di Raw. Nella puntata di Raw del 14 gennaio 2019 c'è stato un ennesimo confronto tra Strowman e Corbin che è poi sfociato in un inseguimento fino al parcheggio esterno dell'arena, dove lo stesso Corbin si è nascosto in una limousine per scampare dall'ira di Strowman. In seguito Strowman ha letteralmente sradicato una portiera del veicolo per poi tentare di aggredire Corbin, il quale è riuscito tuttavia a scappare. In seguito all'accaduto il Chairman della WWE, Vince McMahon, si è presentato davanti a Strowman, multandolo per aver danneggiato la propria limousine e punendolo con la cancellazione del suo match contro Lesnar alla Royal Rumble. Dato ciò, McMahon ha annunciato un immediato Fatal 4-Way match tra John Cena, Drew McIntyre, Baron Corbin e Finn Bálor (il quale aveva sconfitto Jinder Mahal per mantenere il suo posto all'interno di tale incontro) per determinare il sostituto di Strowman nel match contro Lesnar; la sera stessa Bálor ha vinto il match a quattro, diventando quindi lo sfidante per il titolo di Lesnar alla Royal Rumble.
A TLC, Daniel Bryan ha difeso con successo il WWE Championship contro AJ Styles. Nella puntata di SmackDown del 1º gennaio 2019, Styles ha vinto un Fatal 5-Way match che includeva anche Randy Orton, Mustafa Ali, Rey Mysterio e Samoa Joe, ottenendo così la nomina di contendente n°1 al titolo di Bryan per la Royal Rumble.
A TLC, Asuka ha conquistato lo SmackDown Women's Championship in un Triple Threat Tables, Ladders and Chairs match grazie a Rounda Rousey che interviene ai danni di Becky Lynch e Charlotte Flair. Nella puntata di SmackDown del 1º gennaio 2019, Becky ha sconfitto Charlotte e Carmella in un Triple Threat match ottenendo così la nomina di contendente n°1 al titolo di Asuka per la Royal Rumble.
Il 16 dicembre 2018, durante il Kick-off di TLC, Buddy Murphy ha difeso con successo il Cruiserweight Championship contro Cedric Alexander. Nella puntata di 205 Live del 26 dicembre, il General Manager Drake Maverick ha annunciato che Murphy dovrà difendere il titolo in un Fatal 4-Way match alla Royal Rumble. Nella puntata di 205 Live del 2 gennaio 2019, Kalisto e Akira Tozawa si sono qualificati per il match titolato della Royal Rumble dopo che hanno rispettivamente sconfitto Lio Rush e Drew Gulak. Nella puntata di 205 Live del 9 gennaio Hideo Itami ha sconfitto Cedric Alexander, diventando dunque l'ultimo contendente al titolo di Murphy per la Royal Rumble.
A TLC, Ronda Rousey ha difeso con successo il Raw Women's Championship contro Nia Jax. Nella puntata di Raw del 7 gennaio 2019, Sasha Banks ha sconfitto Nia Jax ottenendo così la nomina di contendente n°1 al titolo di Ronda per la Royal Rumble.
Il 2 novembre 2018, a Crown Jewel, Shane McMahon ha sostituito l'infortunato The Miz nella finale della WWE World Cup, arrivando poi a vincerla dopo aver sconfitto Dolph Ziggler. In seguito The Miz ha incominciato a portare avanti l'idea di formare un tag team insieme allo stesso Shane, il quale, nella puntata di SmackDown dell'8 gennaio 2019, ha accettato a tale richiesta. Di conseguenza è stato annunciato che i The Bar (Cesaro e Sheamus) dovranno difendere lo SmackDown Tag Team Championship proprio contro The Miz e Shane alla Royal Rumble.
Nella puntata di SmackDown del 25 dicembre 2018, Rusev ha sconfitto Shinsuke Nakamura conquistando così lo United States Championship per la terza volta. Nella puntata di SmackDown del 1º gennaio 2019, Nakamura ha brutalmente attaccato Rusev mentre quest'ultimo stava celebrando la vittoria del titolo insieme a Lana. In seguito, nella puntata di SmackDown del 15 gennaio, è stato annunciato che Rusev dovrà difendere lo United States Championship contro Nakamura alla Royal Rumble.

## Risultati
| #       | Match                                                                              | Stipulazioni                                               | Durata   |
| ------- | ---------------------------------------------------------------------------------- | ---------------------------------------------------------- | -------- |
| Kickoff | Bobby Roode e Chad Gable hanno sconfitto Rezar e Scott Dawson (con Drake Maverick) | Tag team match                                             | 06:55    |
| Kickoff | Shinsuke Nakamura ha sconfitto Rusev (c) (con Lana)                                | Single match per il WWE United States Championship         | 10:15    |
| Kickoff | Buddy Murphy (c) ha sconfitto Akira Tozawa, Hideo Itami e Kalisto                  | Fatal four-way match per il WWE Cruiserweight Championship | 12:05    |
| 1       | Asuka (c) ha sconfitto Becky Lynch per sottomissione                               | Single match per il WWE SmackDown Women's Championship     | 17:10    |
| 2       | The Miz e Shane McMahon hanno sconfitto The Bar (c)                                | Tag team match per il WWE SmackDown Tag Team Championship  | 13:20    |
| 3       | Ronda Rousey (c) ha sconfitto Sasha Banks                                          | Single match per il WWE Raw Women's Championship           | 13:55    |
| 4       | Becky Lynch ha vinto eliminando per ultima Charlotte Flair                         | Women's royal rumble match                                 | 01:12:00 |
| 5       | Daniel Bryan (c) ha sconfitto AJ Styles                                            | Single match per il WWE Championship                       | 23:45    |
| 6       | Brock Lesnar (c) (con Paul Heyman) ha sconfitto Finn Bálor per sottomissione       | Single match per il WWE Universal Championship             | 08:40    |
| 7       | Seth Rollins ha vinto eliminando per ultimo Braun Strowman                         | Royal Rumble match                                         | 57:35    |

## Royal Rumble match

### Femminile
– Wrestler di Raw
     – Wrestler di SmackDown
     – Wrestler di 205 Live
     – Wrestler di NXT
     – Wrestler di NXT UK

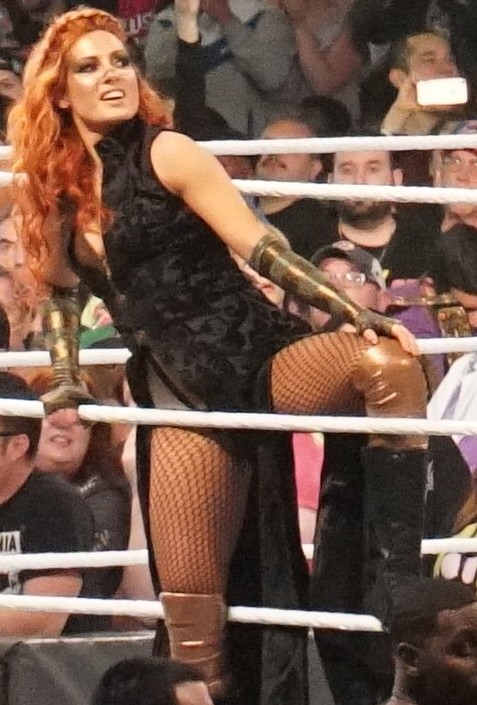
Becky Lynch, vincitrice del women's royal rumble match

     – Wrestler non affiliata
     – Vincitrice
| #   | Superstar       | Ordine | Eliminato da              | Tempo | N° eliminazioni |
| --- | --------------- | ------ | ------------------------- | ----- | --------------- |
| 1ª  | Lacey Evans     | 11ª    | Charlotte Flair           | 29:20 | 2               |
| 2ª  | Natalya         | 23ª    | Nia Jax                   | 56:01 | 2               |
| 3ª  | Mandy Rose      | 9ª     | Naomi                     | 25:52 | 1               |
| 4ª  | Liv Morgan      | 1ª     | Natalya                   | 00:10 | 0               |
| 5ª  | Mickie James    | 2ª     | Tamina                    | 11:38 | 0               |
| 6ª  | Ember Moon      | 24ª    | Alexa Bliss               | 52:23 | 0               |
| 7ª  | Billie Kay      | 4ª     | Lacey Evans               | 09:15 | 1               |
| 8ª  | Nikki Cross     | 3ª     | Billie Kay e Peyton Royce | 08:52 | 0               |
| 9ª  | Peyton Royce    | 5ª     | Lacey Evans               | 08:36 | 1               |
| 10ª | Tamina          | 7ª     | Charlotte Flair           | 08:22 | 1               |
| 11ª | Xia Li          | 6ª     | Charlotte Flair           | 04:51 | 0               |
| 12ª | Sarah Logan     | 8ª     | Natalya e Kairi Sane      | 05:38 | 0               |
| 13ª | Charlotte Flair | 29ª    | Becky Lynch               | 50:01 | 4               |
| 14ª | Kairi Sane      | 15ª    | Ruby Riott                | 17:00 | 1               |
| 15ª | Maria Kanellis  | 12ª    | Alicia Fox                | 08:12 | 0               |
| 16ª | Naomi           | 10ª    | Mandy Rose                | 01:25 | 1               |
| 17ª | Candice LeRae   | 14ª    | Ruby Riott                | 09:29 | 0               |
| 18ª | Alicia Fox      | 13ª    | Ruby Riott                | 06:52 | 1               |
| 19ª | Kacy Catanzaro  | 16ª    | Rhea Ripley               | 10:45 | 0               |
| 20ª | Zelina Vega     | 18ª    | Rhea Ripley               | 11:42 | 0               |
| 21ª | Ruby Riott      | 20ª    | Bayley                    | 13:08 | 3               |
| 22ª | Dana Brooke     | 17ª    | Rhea Ripley               | 07:17 | 0               |
| 23ª | Io Shirai       | 22ª    | Nia Jax                   | 13:21 | 0               |
| 24ª | Rhea Ripley     | 21ª    | Bayley                    | 07:55 | 3               |
| 25ª | Sonya Deville   | 19ª    | Alexa Bliss               | 04:26 | 0               |
| 26ª | Alexa Bliss     | 25ª    | Bayley e Carmella         | 12:59 | 2               |
| 27ª | Bayley          | 27ª    | Nia Jax                   | 14:17 | 3               |
| 28ª | Becky Lynch     | —      | Vincitrice                | 13:20 | 2               |
| 29ª | Nia Jax         | 28ª    | Becky Lynch               | 11:59 | 2               |
| 30ª | Carmella        | 26ª    | Charlotte Flair           | 07:12 | 1               |

### Maschile
– Wrestler di Raw
     – Wrestler di SmackDown
     – Wrestler di NXT
     – Wrestler di NXT UK

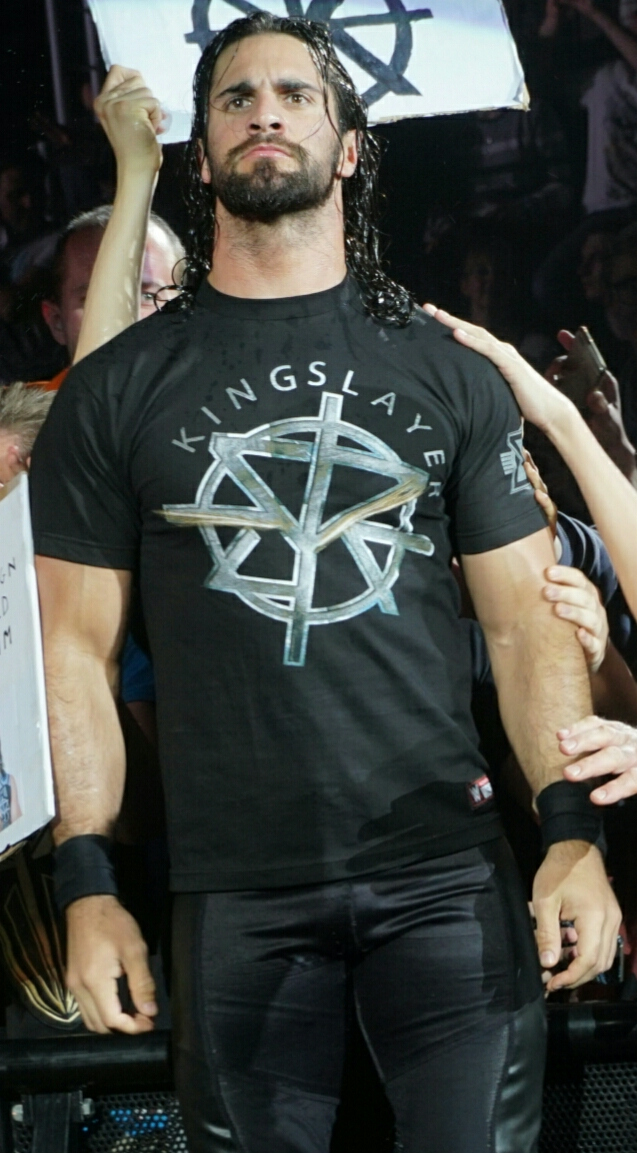
Seth Rollins, vincitore del royal rumble match

     – Wrestler non affiliato
     – Vincitore
| #   | Superstar         | Ordine | Eliminato da      | Tempo | N° eliminazioni |
| --- | ----------------- | ------ | ----------------- | ----- | --------------- |
| 1°  | Elias             | 5°     | Seth Rollins      | 15:07 | 1               |
| 2°  | Jeff Jarrett      | 1°     | Elias             | 01:19 | 0               |
| 3°  | Shinsuke Nakamura | 8°     | Mustafa Ali       | 17:46 | 1               |
| 4°  | Kurt Angle        | 2°     | Shinsuke Nakamura | 03:15 | 0               |
| 5°  | Big E             | 4°     | Samoa Joe         | 06:01 | 0               |
| 6°  | Johnny Gargano    | 9°     | Dean Ambrose      | 13:50 | 1               |
| 7°  | Jinder Mahal      | 3°     | Johnny Gargano    | 00:29 | 0               |
| 8°  | Samoa Joe         | 14°    | Mustafa Ali       | 23:43 | 3               |
| 9°  | Curt Hawkins      | 7°     | Samoa Joe         | 04:09 | 1               |
| 10° | Seth Rollins      | —      | Vincitore         | 43:00 | 3               |
| 11° | Titus O'Neil      | 6°     | Curt Hawkins      | 00:03 | 0               |
| 12° | Kofi Kingston     | 11°    | Drew McIntyre     | 08:53 | 0               |
| 13° | Mustafa Ali       | 23°    | Nia Jax           | 29:56 | 2               |
| 14° | Dean Ambrose      | 13°    | Aleister Black    | 12:42 | 1               |
| 15° | No Way Jose       | 10°    | Samoa Joe         | 00:02 | 0               |
| 16° | Drew McIntyre     | 22°    | Dolph Ziggler     | 20:06 | 4               |
| 17° | Xavier Woods      | 12°    | Drew McIntyre     | 00:03 | 0               |
| 18° | Pete Dunne        | 17°    | Drew McIntyre     | 11:18 | 0               |
| 19° | Andrade           | 27°    | Braun Strowman    | 26:33 | 1               |
| 20° | Apollo Crews      | 15°    | Baron Corbin      | 05:47 | 0               |
| 21° | Aleister Black    | 16°    | Baron Corbin      | 06:09 | 1               |
| 22° | Shelton Benjamin  | 20°    | Braun Strowman    | 09:19 | 0               |
| 23° | Baron Corbin      | 19°    | Braun Strowman    | 07:19 | 2               |
| 24° | Jeff Hardy        | 21°    | Drew McIntyre     | 07:05 | 0               |
| 25° | Rey Mysterio      | 25°    | Randy Orton       | 12:29 | 1               |
| 26° | Bobby Lashley     | 18°    | Seth Rollins      | 00:13 | 0               |
| 27° | Braun Strowman    | 29°    | Seth Rollins      | 14:36 | 4               |
| 28° | Dolph Ziggler     | 28°    | Braun Strowman    | 11:34 | 1               |
| 29° | Randy Orton       | 26°    | Andrade           | 05:56 | 1               |
| 30° | Nia Jax           | 24°    | Rey Mysterio      | 03:11 | 1               |